# Дискомедузы
Дискомедузы, или флагомедузы (лат. Semaeostomeae), — отряд стрекающих из класса сцифоидных (Scyphozoa). Медузы некоторых видов достигают 2 метров в диаметре зонтика (арктическая цианея). Отряд насчитывает около 50 видов. Один из наиболее известных — ушастая аурелия.
Большинство видов населяют тёплые прибрежные воды, что обычно связывают с наличием в жизненном цикле донных стадий — полипов, называемых сцифистомами. Немногочисленные виды, лишённые этой стадии, способны обитать в открытом океане (Pelagia noctiluca).

## Общие данные
Отряд дискомедуз подразделяется на 3 семейства с пятью подсемействами. Взрослые представители отряда имеют форму большого блюдца, часто с фестончатыми краями. Кишечная полость имеет радиальные каналы или каналы, достигающие краёв зонтика. Имеют краевые чувствительные органы с ропалиями и ротовое отверстие, окружённое четырьмя лопастями.
Большинство видов наделено несколькими пустотелыми щупальцами по краям купола, рот окружён системой каналов и/или радиальных карманов. Планула может развиваться непосредственно в медузу, или по классической схеме — в сидячий полип, лишённый каких-либо твёрдых окружающих оболочек (трубок), который затем формирует несколько эфир. Диагностическим признаком медуз этого отряда, что отличает их от корономедуз, является наличие четырёх перирадиальных углов рта, которые выдвинуты наружу. Четыре длинные ротовые лопасти формируют свободный край ротовых губ, которые имеют двойные кромки. Этот отряд включает самых медленных плавающих медуз в мире — Deepstaria, которые могут наблюдаться на глубинах около 600 метров. Дискомедузы довольно распространены во всех частях Мирового океана.